# Перрон, Пьер
Пьер Перрон (англ. Pierre Perron; род. 14 марта 1959) — канадский экономист, соавтор теста Филлипса–Перрона.

## Биография
Пьер Перрон родился 14 марта 1959 года.
Степень бакалавра (B.A.) экономики с отличием получил в Университете Макгилла, где учился в 1978—1981 годах. В 1982 году получил магистерскую степень (M.A.) по экономике в Университете Куинс в Кингстоне. В 1986 году успешно защитил докторскую диссертацию на тему «Проверка гипотез в регрессии временных рядов с единичным корнем» и был удостоен степени доктора (Ph.D.) по экономике в Йельском университете.
Свою преподавательскую деятельность начал в должности лектора в 1985—1986 годах, ассистента профессора в 1986—1988 годах на кафедре экономических наук Монреальского университета. Затем преподавал в должности ассистента профессора на экономическом факультете Принстонского университета в 1988—1992 годах. Был ассоциированным профессором в 1992—1994 годах, полным профессором в 1994—1997 годах на факультете экономических наук в Монреальском университете.
В настоящее время является профессором на экономическом факультете Бостонского университета с 1997 года, избранный феллоу Международной ассоциации прикладной эконометрики с 2019 года, избранный феллоу Эконометрического общества с 2007 года.

## Награды
За свои достижения был неоднократно награждён:
- 1979—1981 — золотая медаль Аллана Оливера в области экономики, премия Черри в области экономики, премия Джеймса Макгилла, премия Джуна Редпата, стипендия Макдональда, стипендия М. Х. Бетти, университетский стипендиат, факультетский стипендиат (все от Университета Макгилла);
- 1981—1982 — специальная магистерская стипендия S.S.H.R.C. от Университета Куинс в Кингстоне;
- 1982—1986 — стипендиат Ассоциации выпускников Высшей школы по экономике от Йельского университета, стипендиат Йельского университета, стипендиат Совета по социальным и гуманитарным исследованиям Канады (S.S.H.R.C.);
- 1989 — по данным Web of Science, единственный автор с 3 статьями в топ-40 самых цитируемых статей в эконометрике, опубликованных с 1950 года: #17 (Опубликовано в 1989 году), #28 (опубликовано в 1998 году), #36 (опубликовано в 2001 году).
- 1994 — трёхлетняя премия Канадского общества экономических наук;
- 1996 — премия Multa Scripsit от Econometric Theory[англ.];
- 1999 — вошёл в листинг значимых экономистов мира по версии Who’s Who in Economics;
- 2008 — премия Plura Scripsit от Econometric Theory[англ.];
- 2017 — статья JTSA 2017 (совместно с Франсиско Эстрада) вошла в сборник работ  в честь празднования Европейского дня статистики и посвященных теме «Лучшие данные. Лучшие жизни».
- 2018 — статья «Дробные единичные корневые тесты, учитывающие структурное изменение тренда как при нулевой, так и при альтернативной гипотезах» (совместно с Сон Ен Чангом) получила премию «За лучшую статью за 2018 год»; за статьи, опубликованные в период с 1 января 2016 года по 31 декабря 2017 года в журнале Econometrics[англ.];
- 2019 — 104-й ранг от RePEc; 4-й ранг от Time Series Econometrics;
- 2020 — Clarivate Citation Laureates.